# Île Bourbon 1730
Île Bourbon 1730 est une bande dessinée d'Appollo et Lewis Trondheim publiée en 2007 par Delcourt dans la collection Shampooing.

## Présentation
Scénarisé par les deux hommes, et dessiné par le second, l'album raconte sur plus de 250 pages en noir et blanc la fin de la piraterie sur l'île Bourbon, aujourd'hui La Réunion. Il est complété par des notes en fin d'ouvrage explicitant l'histoire de La Réunion. De fait, l'action se déroule sur l'île en 1730 alors qu'un naturaliste et son assistant, le protagoniste, y débarquent pour chasser le dodo, oiseau en voie d'extinction. Dans le même temps, le pirate La Buse, qui aurait caché un trésor, se fait capturer par les autorités, et cette capture suscite des dissensions parmi les anciens flibustiers amnistiés ainsi que des projets de représailles parmi les esclaves marrons, bien décidés à le libérer pour ne pas devenir la dernière force d'opposition aux Blancs. La fille d'un colon influent, qui admire ces Noirs fugitifs, se décide à les rejoindre dans Les Hauts, où vivrait un sorcier légendaire qui n'a pas été vu depuis des années.

## Publication
Le livre a été traduit dans plusieurs langues : 
- anglais (américain) : (en) Lewis Trondheim et Olivier Appollodorus, Bourbon Island 1730, First Second, 28 octobre 2008, 288 p. (ISBN 978-1-59643-258-1)
- polonais : (pl) Appollo, Lewis Trondheim et Maria Mosiewicz-Szrejter, Wyspa Burbonów rok 1730, Wydawnictwo Egmont Polska, 2009 (ISBN 978-83-237-2552-7 et 8323725527, lire en ligne)
- espagnol
- croate : www.Moja-Trgovina.Net, « Otok Bourbon 1730 - Stripovi na kvadrat », sur www.stripovi.hr (consulté le 13 juillet 2018)
- hollandais : TRONDHEIM et APOLLO, Het Eiland Bourbon, 1730 AA, Silvester Strips Uitgeverij, 17 octobre 2007 (ISBN 978-90-5885-224-3)
- allemand< : (de) Lewis Trondheim, Die Insel Bourbon 1730, Reprodukt, 2008 (ISBN 978-3-938511-87-9)